# John D. Caputo
John David Caputo (Filadelfia, 26 ottobre 1940) è un filosofo e teologo statunitense di formazione cattolica.
John D. Caputo si è laureato nel 1962 presso l’Università La Salle di Filadelfia, ha conseguito la laurea specialistica presso la Villanova University e il dottorato in filosofia nel 1968 presso il Bryn Mawr College. È docente emerito titolare della cattedra «Thomas J. Watson» di religione presso l'Università di Syracuse (New York) e della cattedra «David R. Cook» di filosofia presso la Villanova University (Pennsylvania). Caputo, tra i più importanti rappresentanti del cristianesimo postmoderno e della filosofia continentale della religione, è il fondatore del movimento teologico noto con il nome di «teologia debole» (Cristianesimo postmoderno). Gran parte del suo lavoro si concentra sull’ermeneutica, la fenomenologia, la decostruzione e la teologia.

## Profilo
Apprezzato studioso di formazione cattolica, Caputo è il fondatore e uno dei principali rappresentanti della cosiddetta «teologia debole», da lui intesa e proposta come un approccio peculiare (si potrebbe dire «postmoderno») alla religione.
Esperto di filosofia contemporanea continentale, con una specializzazione in fenomenologia, ermeneutica e decostruzione, nel corso degli anni, ha sviluppato un’ermeneutica decostruzionista da lui definita «ermeneutica radicale», altamente influenzata dal pensiero del filosofo francese Jacques Derrida. Di recente il contributo più importante di Caputo è stato confutare le accuse di relativismo mosse al decostruttivismo, dimostrando che la decostruzione è organizzata attorno all’affermazione di alcune istanze etiche e politiche categoriche.
Caputo s’interessa particolarmente agli approcci continentali alla filosofia della religione. Alcune delle tematiche che affronta nel proprio lavoro comprendono la «religione senza religione» di Derrida; la «svolta teologica» assunta dalla fenomenologia francese più recente con Jean-Luc Marion e altri studiosi; la critica dell’ontoteologia; il dialogo della filosofia contemporanea con Agostino d’Ippona e Paolo di Tarso; la metafisica e il misticismo medioevali. Dal punto di vista teologico una particolare influenza ha esercitato su Caputo il pensiero di Paul Tillich, autore a lui particolarmente congeniale, anzi da lui definito «il mio teologo preferito». In passato, Caputo ha tenuto dei corsi su Søren Kierkegaard, Friedrich Nietzsche, Edmund Husserl, Martin Heidegger, Emmanuel Lévinas, Gilles Deleuze e Jacques Derrida. Ad alcuni di questi autori “continentali” Caputo ha dedicato opere significative. La sua prosa si lascia apprezzare, in genere, per uno stile chiaro, brillante e diretto.

## Carriera accademica
Caputo è stato docente di filosofia alla Villanova University dal 1968 al 2004; qui nel 1993 è stato insignito del titolo di professore di filosofia «David R. Cook». Caputo ha anche ricoperto la cattedra di religione «Thomas J. Watson» presso l'Università di Syracuse, dove ha insegnato nei dipartimenti di filosofia e di religione dal 2004 fino alla data del suo pensionamento, nel 2011. È ora docente emerito di entrambe le università e continua a scrivere e a tenere lezioni sia negli Stati Uniti che in Europa. È membro dell’American Philosophical Association, dell’American Academy of Religion, della Society for Phenomenology and Existential Philosophy e presiede il Consiglio di redazione del Journal for Cultural and Religious Theory.

## Opere principali
- (1978) The Mystical Element in Heidegger's Thought (Ohio University Press)
- (1982) Heidegger and Aquinas (Fordham University Press)
- (1986) The Mystical Element in Heidegger's Thought (Fordham University Press paperback, con una nuova "Introduzione")
- (1987) Radical Hermeneutics: Repetition, Deconstruction and the Hermeneutic Project (Indiana University Press)
- (1993) Against Ethics - Contributions to a Poetics of Obligation with Constant Reference to Deconstruction (Indiana University Press)
- (1993) Demythologizing Heidegger (Indiana University Press)
- (1997) The Prayers and Tears of Jacques Derrida (Indiana University Press)
- (1997) Deconstruction in a Nutshell: A Conversation with Jacques Derrida, ed./auth. (Fordham University Press)
- (2000) More Radical Hermeneutics: On Not Knowing Who We Are (Indiana University Press)
- (2001) On Religion (Routledge Press)
- (2006) Philosophy and Theology (Abingdon Press) – ed. it. Filosofia e teologia (Queriniana)
- (2006) The Weakness of God (Indiana University Press)
- (2007) After the Death of God, con Gianni Vattimo (Columbia University Press)
- (2007) How to Read Kierkegaard (Granta; Norton, 2008)
- (2007) What Would Jesus Deconstruct?: The Good News of Postmodernism for the Church (Baker Academic)
- (2013) The Insistence of God: A Theology of Perhaps (Indiana University Press)
- (2014) Truth [Philosophy in Transit] (Penguin)
- (2015) Hoping Against Hope: Confessions of a Postmodern Pilgrim (Fortress Press)
- (2016) The Folly of God: A Theology of the Unconditional (Polebridge Press) – ed. it., La follia di Dio. Una Teologia dell’incondizionale (Queriniana)
- (2018) Hermeneutics: Facts and Interpretation in the Age of Information (Pelican)
- (2019) Cross and Cosmos: A Theology of Difficult Glory (Indiana University Press)